# Cell Host & Microbe
Cell Host & Microbe — це рецензований науковий журнал, видавництва Cell Press. Журнал вперше був запущений у березні 2007 року і в основному зосереджений на вивченні мікробів, з наголосом на взаємодії між мікробами і їх господарем. Журнал управляється власною редакційною та виробничою командами, які несуть повну відповідальність за відбір і підготовку вмісту для публікації.

## Цілі та сфера застосування
Cell Host & Microbe було започатковано в березні 2007 року. Місія журналу полягає в тому, щоб забезпечити форум для обміну ідеями та концепціями між вченими, які вивчають мікроби, з тими, хто вивчає імунну, клітинну та молекулярну реакцію хазяїна на колонізацію або зараження мікробом.
Cell Host & Microbe опублікує нові відкриття, пов'язані з мікробами (до яких належать бактерії, гриби, паразити та віруси), від молекулярної та клітинної біології до трансляційних досліджень з особливим акцентом на взаємодії між мікробом та його господарем (хребетними, безхребетними або рослинами; як одноклітинними, так і багатоклітинними). Об'єднавчую темою є інтегроване вивчення мікробів (патогенних, непатогенних і коменсальних) у поєднанні та спілкуванні один з одним, їх господарем і клітинним середовищем, яке вони населяють. Очікується, що робота, опублікована в Cell Host & Microbe, буде мати виняткове значення не тільки в цій галузі, але й буде цікавою для дослідників за межами безпосередньої області. На додаток до рукописів первинних досліджень, Cell Host & Microbe публікує експертний аналіз, коментарі та огляди на актуальні теми в цій галузі.
Розглянуті теми включають:
- Молекулярна та клітинна біологія мікробів
- Мікробний патогенез
- Клітинна та імунна відповідь господаря на мікроби
- Антигенна втеча (antigenic escape)
- Терапевтика
- Еволюція, епідеміологія та природна історія мікробів
- Дизайн, розробка та випробування вакцин
- Виникаючі патогени